# 111. п. н. е.

## Догађаји
- Југуртин рат сукоб између Римске републике и Нумидије, земље у северној Африци, који је добио име по Југурти, нумидијском краљу.